# Yoandri Betanzos
Yoandri Betanzos Francis (* 15. Februar 1982 in Santiago de Cuba) ist ein kubanischer Dreispringer.
Nachdem er im Alter von neun Jahren mit der Leichtathletik anfing, wurde schnell sein Talent für die Sprungdisziplinen entdeckt. Zunächst konzentrierte er sich auf den Hochsprung, wechselte aber, da er nicht hochgewachsen ist, auf Anraten seines Trainers zum Dreisprung. 1999 holte er Silber bei den Jugend-Weltmeisterschaften, im Jahr darauf Silber bei den Junioren-Weltmeisterschaften und 2001 wurde er panamerikanischer Juniorenmeister.
2003 siegte er bei den Panamerikanischen Spielen in Santo Domingo und gewann kurz danach Silber bei den Weltmeisterschaften in Paris/Saint-Denis.
2004 errang er Bronze bei den Hallenweltmeisterschaften in Budapest und wurde Vierter bei den Olympischen Spielen in Athen. Bei den Weltmeisterschaften 2005 in Helsinki landete er erneut auf dem Silberrang. 
2006 gewann er bei den Hallenweltmeisterschaften in Moskau erneut Bronze. Im Jahr darauf allerdings scheiterte er bei den Weltmeisterschaften in Osaka in der Qualifikation. Er konnte sich 2008 nicht für einen der drei Dreisprung-Startplätze im kubanischen Nationalteam für die Olympischen Spiele in Peking qualifizieren. Nachdem er im April 2009 in Havanna seine persönliche Bestleistung um zwei Zentimeter auf 17,65 m verbessert hatte, schied er im August bei den Weltmeisterschaften in Berlin erneut bereits in der Qualifikation aus.
Yoandri Betanzos hat bei einer Körpergröße von 1,79 m ein Wettkampfgewicht von 71 kg.

## Leistungsentwicklung
| Jahr | Dreisprung (m)   |
| ---- | ---------------- |
| 1999 | 15,83 (+0,1 m/s) |
| 2000 | 16,82 (+1,7 m/s) |
| 2001 | 16,84 (+2,0 m/s) |
| 2002 | 17,29 (+1,9 m/s) |
| 2003 | 17,28 (+0,2 m/s) |
| 2004 | 17,53 (−0,4 m/s) |
| 2005 | 17,46 (+0,1 m/s) |
| 2006 | 17,63 (+1,0 m/s) |
| 2007 | 16,96 (0,0 m/s)  |
| 2008 | 17,03 (+1,3 m/s) |
| 2009 | 17,65 (+1,4 m/s) |